# Copa de baloncesto de Italia 2022
La 54ª edición de la Copa de baloncesto de Italia (en italiano Coppa Italia y por motivos de patrocinio Frecciarossa Final Eight 2022) se celebró en Milán del 16 al 20 de febrero de 2022. El campeón fue el AX Armani Exchange Milano, que lograba su octavo título, segundo consecutivo.

## Clasificación
Lograban la clasificación para disputar la Coppa Italia los ocho primeros clasificados de la Lega al final de la primera vuelta de la competición.
| Pos. | Equipo                        | P  | J  | V  | D | P+    | P-    | SP  | Classifición     |
| ---- | ----------------------------- | -- | -- | -- | - | ----- | ----- | --- | ---------------- |
| 1    | A\|X Armani Exchange Milano   | 26 | 15 | 13 | 2 | 1247  | 1.052 | 195 | Cabezas de serie |
| 2    | Virtus Segafredo Bologna      | 24 | 15 | 12 | 3 | 1361  | 1.198 | 163 | Cabezas de serie |
| 3    | Allianz Pallacanestro Trieste | 18 | 15 | 9  | 6 | 1157  | 1.179 | -22 | Cabezas de serie |
| 4    | Dolomiti Energia Trento       | 16 | 15 | 8  | 7 | 1198  | 1.212 | -14 | Cabezas de serie |
| 5    | Germani Brescia               | 16 | 15 | 8  | 7 | 1219  | 1.161 | 58  |                  |
| 6    | Derthona Basket               | 16 | 15 | 8  | 7 | 1201  | 1.219 | -18 |                  |
| 7    | Happy Casa Brindisi           | 16 | 15 | 8  | 7 | 1221  | 1.229 | -8  |                  |
| 8    | Banco di Sardegna Sassari     | 14 | 15 | 7  | 8 | 1.225 | 1.251 | -26 |                  |

## Cuadro final
|  | Cuartos de final | Cuartos de final              | Cuartos de final         |                          |                           | Semifinales               | Semifinales | Semifinales |  |                           | Final                     | Final | Final |  |
|  |                  |                               |                          |                          |                           |                           |             |             |  |                           |                           |       |       |  |
|  |                  |                               |                          |                          |                           |                           |             |             |  |                           |                           |       |       |  |
|  | 1                | AX Armani Exchange Milano     | 88                       |                          |                           |                           |             |             |  |                           |                           |       |       |  |
|  | 1                | AX Armani Exchange Milano     | 88                       |                          |                           |                           |             |             |  |                           |                           |       |       |  |
|  | 8                | Banco di Sardegna Sassari     | 68                       |                          |                           |                           |             |             |  |                           |                           |       |       |  |
|  | 8                | Banco di Sardegna Sassari     | 68                       |                          | AX Armani Exchange Milano | AX Armani Exchange Milano | 93          |             |  |                           |                           |       |       |  |
|  |                  |                               |                          |                          | AX Armani Exchange Milano | AX Armani Exchange Milano | 93          |             |  |                           |                           |       |       |  |
|  |                  |                               | Germani Brescia          | Germani Brescia          | 63                        |                           |             |             |  |                           |                           |       |       |  |
|  | 5                | Dolomiti Energia Trento       | Germani Brescia          | Germani Brescia          | 63                        | 73                        |             |             |  |                           |                           |       |       |  |
|  | 5                | Dolomiti Energia Trento       |                          |                          |                           |                           |             |             |  |                           |                           |       |       |  |
|  | 4                | Germani Brescia               | 78                       |                          |                           |                           |             |             |  |                           |                           |       |       |  |
|  | 4                | Germani Brescia               | 78                       |                          |                           |                           |             |             |  | AX Armani Exchange Milano | AX Armani Exchange Milano | 78    |       |  |
|  |                  |                               |                          |                          |                           |                           |             |             |  | AX Armani Exchange Milano | AX Armani Exchange Milano | 78    |       |  |
|  |                  |                               | Derthona Basket          | Derthona Basket          | 61                        |                           |             |             |  |                           |                           |       |       |  |
|  | 3                | Allianz Pallacanestro Trieste | Derthona Basket          | Derthona Basket          | 61                        | 82                        |             |             |  |                           |                           |       |       |  |
|  | 3                | Allianz Pallacanestro Trieste |                          |                          |                           |                           |             |             |  |                           |                           |       |       |  |
|  | 6                | Derthona Basket               | 94                       |                          |                           |                           |             |             |  |                           |                           |       |       |  |
|  | 6                | Derthona Basket               | 94                       |                          | Derthona Basket           | Derthona Basket           | 94          |             |  |                           |                           |       |       |  |
|  |                  |                               |                          |                          | Derthona Basket           | Derthona Basket           | 94          |             |  |                           |                           |       |       |  |
|  |                  |                               | Virtus Segafredo Bologna | Virtus Segafredo Bologna | 82                        |                           |             |             |  |                           |                           |       |       |  |
|  | 7                | Virtus Segafredo Bologna      | Virtus Segafredo Bologna | Virtus Segafredo Bologna | 82                        | 93                        |             |             |  |                           |                           |       |       |  |
|  | 7                | Virtus Segafredo Bologna      |                          |                          |                           |                           |             |             |  |                           |                           |       |       |  |
|  | 2                | Happy Casa Brindisi           | 81                       |                          |                           |                           |             |             |  |                           |                           |       |       |  |
|  | 2                | Happy Casa Brindisi           | 81                       |                          |                           |                           |             |             |  |                           |                           |       |       |  |
|  |                  |                               |                          |                          |                           |                           |             |             |  |                           |                           |       |       |  |

## Cuartos de final

### A|X Armani Exchange Milano – Banco di Sardegna Sassari
| 16 de febrero | A\|X Armani Exchange Milano                                                | 88–68                                | Banco di Sardegna Sassari                        |                                                                                    |  |
| 18:00         | Parciales: 27-18, 15-19, 23-9, 23-22                                       | Parciales: 27-18, 15-19, 23-9, 23-22 | Parciales: 27-18, 15-19, 23-9, 23-22             |                                                                                    |  |
|               | Estadísticas M.Delaney 24 N. Melli y G Ricci 6 M. Delaney y S. Rodríguez 4 | Reporte Pts Reb Asts                 | Estadísticas D. Logan 19 D. Logan 7 S. Gentile 4 | Pabellón: Arena Vitrifrigo, Pésaro Televisión: Rai Sport HD Eurosport 2 Discovery+ |  |

### Dolomiti Energia Trento - Germani Brescia
| 16 de febrero | Dolomiti Energia Trento                                               | 73–78                                 | Germani Brescia                                           |                                                                                    |  |
| 20:45         | Parciales: 16-19, 26-23, 13-20, 18-16                                 | Parciales: 16-19, 26-23, 13-20, 18-16 | Parciales: 16-19, 26-23, 13-20, 18-16                     |                                                                                    |  |
|               | Estadísticas C. Reynolds 20 J.Williams 11 T. Ferray y D. Flaccadori 2 | Reporte Pts Reb Asts                  | Estadísticas A.Della Valle 22 M.Cobbins 7 A.Della Valle 5 | Pabellón: Arena Vitrifrigo, Pésaro Televisión: Rai Sport HD Eurosport 2 Discovery+ |  |

### Allianz Pallacanestro Trieste - Bertram Derthona Basket Tortona
| 17 de febrero | Allianz Pallacanestro Trieste              | 82–94                                 | Bertram Derthona Basket Tortona                       |                                    |  |
| 18:00         | Parciales: 23-21, 13-25, 17-25, 29-23      | Parciales: 23-21, 13-25, 17-25, 29-23 | Parciales: 23-21, 13-25, 17-25, 29-23                 |                                    |  |
|               | Estadísticas A.Banks 21 S.Konate 8 Davis 5 | Reporte Pts Reb Asts                  | Estadísticas J. P. Macura 23 B. Mascolo 8 J.Sanders 6 | Pabellón: Arena Vitrifrigo, Pésaro |  |

### Virtus Segafredo Bologna - Happy Casa Brindisi
| 17 de febrero | 'Virtus Segafredo Bologna                          | 93–81                                 | Happy Casa Brindisi                             |                                    |  |
| 20:45         | Parciales: 26-20, 25-22, 19-18, 23-21              | Parciales: 26-20, 25-22, 19-18, 23-21 | Parciales: 26-20, 25-22, 19-18, 23-21           |                                    |  |
|               | Estadísticas M.Belinelli 23 K.Weems 9 M.Teodosić 6 | Reporte Pts Reb Asts                  | Estadísticas W.Clark 19 N.Adrian 7 A. Gentile 5 | Pabellón: Arena Vitrifrigo, Pésaro |  |

## Semifinales

### A|X Armani Exchange Milano – Germani Brescia
| 19 de febrero | AX Armani Exchange Milano                              | 69–63                                 | Germani Brescia Leonessa                                      |                                    |  |
| 18:15         | Parciales: 21-12, 15-25, 18-13, 15-13                  | Parciales: 21-12, 15-25, 18-13, 15-13 | Parciales: 21-12, 15-25, 18-13, 15-13                         |                                    |  |
|               | Estadísticas S. Rodríguez 22 K.Hines 13 S. Rodríguez 3 | Reporte Pts Reb Asts                  | Estadísticas A.Della Valle 19 N.Mitrou Long 8 N.Mitrou Long 4 | Pabellón: Arena Vitrifrigo, Pésaro |  |

#### Virtus Segafredo Bologna - Bertram Derthona Basket Tortona
| 19 de febrero | Virtus Segafredo Bologna                                | 82–94                                 | Bertram Derthona Basket Tortona                             |                                    |  |
| 21:00         | Parciales: 18-24, 23-26, 15-30, 26-14                   | Parciales: 18-24, 23-26, 15-30, 26-14 | Parciales: 18-24, 23-26, 15-30, 26-14                       |                                    |  |
|               | Estadísticas M.Belinelli 18 J Mouhammadou 9 A. Pajola 7 | Reporte Pts Reb Asts                  | Estadísticas A.Filloy y J. P. Macura 18 T.Cain B. Mascolo 4 | Pabellón: Arena Vitrifrigo, Pésaro |  |

## Final

### A|X Armani Exchange Milano – Bertram Derthona Basket Tortona
| 20 de febrero | AX Armani Exchange Milano                     | 78–61                                 | Bertram Derthona Basket Tortona                    |                                    |  |
| 18:00         | Parciales: 25-13, 16-20, 12-14, 25-14         | Parciales: 25-13, 16-20, 12-14, 25-14 | Parciales: 25-13, 16-20, 12-14, 25-14              |                                    |  |
|               | Estadísticas N.Melli 14 N.Melli 9 M.Delaney 5 | Reporte Pts Reb Asts                  | Estadísticas J. P. Macura 17 T.Cain 9 B. Mascolo 4 | Pabellón: Arena Vitrifrigo, Pésaro |  |

## Premios
| Premio             | Jugador          | Equipo                    |
| ------------------ | ---------------- | ------------------------- |
| MVP                | Malcolm Delaney  | AX Armani Exchange Milano |
| Mejor asistente    | Sergio Rodríguez | AX Armani Exchange Milano |
| Mejor sexto hombre | Ariel Filloy     | Derthona Basket           |
| Mejor italiano     | Nicolò Melli     | AX Armani Exchange Milano |

Fuente